# Butoxycarboxim
Butoxycarboxim ist ein synthetisches Insektizid und Akarizid aus der Wirkstoffgruppe der Oxim-Carbamate. Es wurde 1970 von der Firma Wacker Chemie eingeführt.

## Gewinnung und Darstellung
Butoxycarboxim kann durch die Oxidation von Butocarboxim mit Peressigsäure gewonnen werden. Alternativ kann es auch aus 3-Methylsulfon-2-butanon und Hydroxylamin mit anschließender Reaktion mit Methylisocyanat hergestellt werden.
Butoxycarboxim ist außerdem ein Metabolit beim Abbau von Butocarboxim in Säugetieren.

## Wirkungsweise
Butoxycarboxim ist ein Insektizid, welches als Kontaktgift und Fraßgift wirkt. Der Wirkstoff verteilt sich in der gesamten Pflanzen nach der Aufnahme über die Wurzeln.
Es ist in seiner Wirkungsweise vergleichbar mit anderen Carbamat-Insektiziden. Durch die Hemmung des Enzyms Acetylcholin-Esterase in den Synapsen des Nervensystems wird die Reizweiterleitung der Nerven blockiert. Die Nerven bleiben dauerhaft im angeregten Zustand. Die dadurch entstehende Lähmung kann zum Atemstillstand und letztlich zum Tod des betroffenen Organismus führen.

## Einsatzgebiete
Butoxycarboxim wird vor allem bei Topfpflanzen gegen Spinnmilben und Blattläuse eingesetzt. Typische Anwendungsform sind Stäbchen aus Pappe, die mit dem Wirkstoff versehen sind, und in die Erde gesteckt werden.

## Toxikologie
Butoxycarboxim wird von der World Health Organization als Klasse-Ib-Toxin (sehr gefährlich) eingestuft. Symptome bei Vergiftungen mit Butoxycarboxim können Muskelschwäche, Schwitzen, Schwindel, Müdigkeit, Übelkeit, Durchfall und Kopfschmerzen hervorrufen.
Butoxycarboxim ist nicht giftig für Fische und Bienen.

## Analytik
Der zuverlässige Nachweis und die Quantifizierung von Butoxycarboxim ist mittels flüssigchromatographischer Methoden möglich. Nach der chromatographischen Trennung kann zur Identifizierung der Substanz ein Massenspektrometer verwendet werden.

## Zulassung
Butoxycarboxim ist in der Europäischen Union nicht zugelassen. Der Rückstandshöchstgehalt beträgt für alle Lebensmittel 0,01 mg/kg.

## Handelsnamen
- Plant Pin (Wacker)
- Bellasol (BASF)